# Cheongsan-myeon, Wando-gun
Cheongsan-myeon (koreanska: 청산면) är en socken i den sydvästra delen av Sydkorea, 375 km söder om huvudstaden Seoul. Den ligger i kommunen Wando-gun i provinsen Södra Jeolla.  Cheongsan-myeon består av huvudön Cheongsando, fyra bebodda småöar med totalt 337 invånare (2020) och tio obebodda småöar. Till de bebooda öarna hör Yeoseodo med 87 invånare som ligger 18 km söder om Cheongsando. 